# Michele Renzulli
Michele Renzulli (Troia, 12 settembre 1890 – Roma, 28 gennaio 1961) è stato uno storico della letteratura e saggista italiano.

## Biografia
Nacque a Troia, in provincia di Foggia, da Giovanni Renzulli, contadino e Maria Carmela Curci, donna di casa.
Emigrò negli Stati Uniti nel 1910 e dopo essersi laureato in lettere e filosofia e poi in chimica, nel 1919 fu nominato assistente di materia medica nell'Università di Philadelphia.
Fu docente universitario di Modern languages presso la Temple University in Pennsylvania e membro dell'Academia latinitati excolendae e della Modern Language Association of America. Fu anche redattore dell'Opinione del Popolo (1914-16), della Voce delle Colonie (1916-25) e della Libertà (1921- 27).
Fascista della prima ora, riconobbe l'importanza della missione di Rolandi Ricci, ambasciatore onorario d'Italia negli Stati Uniti, in quanto, a suo dire, rappresentò una svolta nella politica italiana nei confronti degli immigrati in America. All'insegnamento affiancò l'attività di saggista, realizzando, fra l'altro, una trilogia iniziata con La poesia di Shelley e proseguita con Byron: Il peccatore (trad. in francese e inglese) e John Keats: l'uomo e il poeta. Il suo metodo di studio – è stato osservato – consisteva in «un sapiente contemperamento di critica e di biografia, biografia spesso rivissuta con ardore d'immaginazione che avvicina l'Autore ai migliori e più seri rappresentanti della storia romanzata».

## Opere
- Michele Renzulli, L'amore di Francesca da Rimini, studio chimico - biologico, Philadelphia, 1921.
- Michele Renzulli, La marcia del fascismo, Philadelphia, 1922.
- Michele Renzulli, Critica e Critici, polemiche letterarie, Philadelphia, 1923.
- Michele Renzulli, Primule, lir., Philadelphia, 1924.
- Michele Renzulli, Dante nella letteratura inglese, Firenze, La via, 1925.
- Michele Renzulli, The Twin Souls, short stories, Philadelphia, 1927.
- Clarice Tartufari, The Sea and the Sail - With a Critical Introduction, versione inglese del romanzo "II Mare e la Vela" di Clarice Tartufari, New York, 1928.
- Michele Renzulli, Vittorio Alfieri and His Critics. Essay in Criticism, New York, 1931.
- Michele Renzulli, La poesia di Shelley, Foligno-Roma, F. Campitelli, 1932.
- Michele Renzulli, Scritti di buon augurio, comm., Philadelphia, 1933.
- Michele Renzulli, Il peccatore : (Byron) : 22 gennaio 1788 - 19 aprile 1824, Napoli, Clet, 1935.(EN) Lord Byron - The Sinner. A Biography, New York, 1935. (FR) Lord Byron ou La vie passionnée d' un grand pécheur, version francaise edaptée de l'anglais et presentée par Philippe de Zara, Paris, 1936.
- Michele Renzulli, L'Italia e il fascismo negli Stati Uniti d'America, Roma, Poliglotta, 1938.
- Michele Renzulli, John Keats : l'uomo e il poeta, Roma, F. Giordano, 1956.